# U 345
U 345 war ein deutsches U-Boot vom Typ VII C, das im Zweiten Weltkrieg für den U-Boot-Krieg im Atlantik von der Kriegsmarine eingesetzt werden sollte. Am 23. Dezember 1943 wurde es außer Dienst gestellt und am 27. Dezember 1945 lief es vor Warnemünde auf eine Mine. Nach Hebung und Überführung nach Stralsund wurde es dort Anfang 1955 auf dem Gelände der Volkswerft Stralsund verschrottet.

## Bau
Die Emder Nordseewerke stoppten bei Kriegsausbruch den Schiffbau für zivilen Bedarf und stellten die Produktion auf militärische Projekte um. Zwischen 1941 und 1944 wurden insgesamt 30 U-Boote für die Kriegsmarine gefertigt, davon 22 Boote des Typs VII C. U 345 war Teil des sechsten Bauauftrags der an die Nordseewerke erging, und insgesamt vier VII C-Boote umfasste. Fast auf den Tag zwei Jahre später lief das Boot am 11. März 1943 vom Stapel und wurde am 4. Mai durch Oberleutnant zur See Ulrich Knackfuß in Dienst gestellt. Wie die meisten deutschen U-Boote seiner Zeit hatte auch U 345 ein bootsspezifisches Zeichen, das von der Mannschaft selbst ausgesucht wurde. Dieses stellte einen comichaft stilisierten Marineoffizier dar, der mit einem übergroßen Stiefel ein Handelsschiff zertritt. Das Zeichen wurde von Ernst Schmidt, dem 1. Wachoffizier des Bootes entworfen und war durch den Namen des Kommandanten inspiriert.

## Beschädigung und Verbleib
U 345 wurde am 13. Dezember 1943 bei einem Luftangriff der United States Army Air Forces auf Kiel schwer beschädigt. Da das Boot irreparabel war, wurde das U 345 am 23. Dezember 1943 außer Dienst gestellt. Später wurde U 345 als Ersatzteilboot verwendet und teilweise ausgeschlachtet. 
Der Kommandant Oberleutnant zur See Ulrich Knackfuss wechselte mit Teilen seiner Besatzung auf ein anderes Boot. Er übernahm das Kommando auf U 821 und kam mit einem Großteil seiner Besatzung ums Leben, als – nachdem er dieses Boot durch Luftangriff verloren hatte – die Geretteten an Bord von Barkassen durch britische Mosquitos beschossen wurden.
U 345 sollte nach der deutschen Kapitulation nach Großbritannien überführt werden. Am 27. Dezember 1945 lief das Boot jedoch auf der Position 54° 15′ 0″ N, 12° 0′ 0″ O vor Warnemünde auf eine Mine und versank.
Die DDR-Regierung plante in den 1950er Jahren den Aufbau einer U-Boot-Flotte. In diesem Rahmen sah das Projekt Stichling den Wiederaufbau des Boots auf der Volkswerft Stralsund vor. Dazu wurde das U-Boot geborgen und im November 1953 nach Stralsund überführt. Beim Aufslippen  kam es zu einer Havarie, das Boot fiel auf die Schienen der Slipanlage, was die Fischereischiffproduktion der Werft für über einen Monat behinderte. Das U-Boot wurde erst im Dezember 1953 abgesetzt. Das U-Boot-Projekt der Volkspolizei See wurde Mitte Juni 1953 eingestellt, U 345 auf dem Gelände der Volkswerft aber noch gesäubert und vermessen, die Ausrüstung dokumentiert. Zu einem Wiederaufbau kam es nicht, das U-Boot wurde Anfang 1955 auf dem Werftgelände verschrottet.